# Степан Сеновал
Степа́н Сенова́л — день народного календаря, приходящийся на 2 (15) августа. Название дня происходит от имени первомученика Стефана. В этот день собирали поздноцветущие травы, совершали охранительный обряд с лошадьми. Последний покос травы и уборка сухого сена на сеновал.

## Другие названия
рус. Степан, Стефан-сеновал, Степанов день, бел. Сцяпан, Мікодым, Васіль, Базыль; серб. Стеван Ветровити[страница не указана 3255 дней].

## Обряды и поверья
В этот день всей семьёй собирали травы плели «Степанов венок» из двенадцати трав: мяты, божьих слёзок, пижмы, клевера, полыни, ромашки и других. Называли такой венок — «солнце с маревами». Его приносили домой и вешали в красном углу, а когда приходили беда до болезни в дом зимой, отрывала хозяйка от венка травы и запаривала их. Сила этого венка сохранялась до будущей весны.
Стефан считался покровителем домашнего скота, особенно лошадей. Многие крестьяне поили в этот день лошадей через серебро «от напастей и нечистой силы». Искупав лошадей, они приводили их к студенцам (ключам в лесу), бросали в воду мелкую серебряную монету и потом поили лошадей из шапки, где также лежит монета.[в какой стране?]  Считалось что от этого обряда лошади добреют, не боятся лихого глаза, «приходят в милость» у домового. Серебряную монету брали из шапки и клали, скрытно от всех, в конюшню под яслями. Такая монета в старину часто переходила от отца к сыну.[в какой стране?]
К этому времени в лугах отрастала отава — «второе сено». «Отава — осеннее сено, летнее прибережёт». Кончают сенокосные работы. «Каков Степан Сеновал, таков и сентябрь». Дни 2—6 августа считаются показателями погоды на сентябрь — январь.

## Поговорки и приметы
- Каков Степан Сеновал, таков и сентябрь[12].
- Косят отаву. Кончают сенокосные работы[12].
- Василий овечкам шерсть даёт (бел. Базыль — авечкам воўну дае)[13][страница не указана 3255 дней].